# رضا إدريس (ممثل)
رضا إدريس، هو ممثل مصري ولد في 26 يناير 1960 شارك في العديد من الأعمال الفنية مابين أفلام ومسلسلات ومسرحيات وغيرها من الأعمال الفنية حيث شارك في فيلم الإمبراطور و ضد الحكومه مع الراحل أحمد زكي و حلّق حوش و الباشا تلميذ.

## الأعمال السينمائيه
- مراتي وزوجتي
- حماتي بتحبني
- أمن دولت
- الثلاثة يشتغلونها
- أمير البحار
- يوم العرض
- الباشا تلميذ

## المسلسلات
- سلسال الدم الجزء الثالث
- ساحرة الجنوب
- أستاذ ورئيس قسم
- سلسال الدم الجزء الثاني
- فيفا أطاطا
- الإكسلانس
- شارع عبد العزيز الجزء الثاني
- الرجل العناب
- الوالدة باشا
- العراف
- نقطة ضعف
- قلبي يناديك
- ضبط وإحضار
- سيرة حب
- الحج متولى

## الأعمال المسرحيه
- العيال تكسب (مسرحية)
- دنيا حبيبتي
- كوتش
- قاعدين ليه
- المدرسين والدروس الخصوصية

## السهرات التلفزيونيه
- مال الكنزي
- أوراق من المجهول
- جريمة في قصر العداله